# Dekaloog, twee
Dekaloog, twee (Pools: Dekalog, dwa) is een Poolse televisiefilm uit 1988. Dit tweede deel van de Dekaloogserie van regisseur Krzysztof Kieślowski gaat over het tweede gebod: Misbruik de naam van de HEER, uw God, niet.

## Verhaal
Een oudere arts werkt in een ziekenhuis en woont alleen in een appartement. Hij heeft regelmatig gesprekken met zijn huishoudster en hij vertelt onder meer hoe hij zijn twee kinderen en zijn vrouw heeft verloren tijdens de oorlog.
Dorota, een vrouw van in de dertig, woont in hetzelfde huizenblok. Haar man Andrzej heeft kanker en ligt op de afdeling van de arts. Ze gaat naar de arts en wil van hem weten of Andrzej zal blijven leven of zal sterven. Dorota is in verwachting van een kind van een andere man. Ze houdt echter ook van Andrzej, en ze wil het kind waar ze naar verlangt alleen houden als haar man overlijdt. Daarom vraagt ze de arts om een definitief oordeel te vellen over het leven van Andrzej, wat hij weigert.
Daarna ziet de arts op basis van nieuwe onderzoeksresultaten dat de kansen op Andrzej's herstel afnemen. Bij een nieuwe ontmoeting met de arts vertelt Dorota over de geplande abortus. De arts zegt haar om er niet mee door te gaan, omdat Andrzej stervende lijkt te zijn vanwege verdere uitzaaiingen. Dorota wil dat de arts zweert. Hij zweert dat Andrzej zal sterven.
De laatste scène toont een nog zwakke maar herstellende Andrzej in de kamer van de arts. Hij bedankt hem voor de behandeling en beschrijft hoe zijn bijna-doodervaring zijn kijk op de dingen heeft veranderd. Hij zegt blij te zijn dat zijn vrouw zwanger is en vraagt aan de arts of hij weet wat het betekent om een kind te krijgen. De arts antwoordt: "Ja, ik weet het".

## Rolverdeling
| Acteur              | Personage                            |
| ------------------- | ------------------------------------ |
| Krystyna Janda      | Dorota                               |
| Aleksander Bardini  | arts                                 |
| Olgierd Lukaszewicz | Andrzej                              |
| Artur Barcis        | laboratoriumassistent                |
| Stanislaw Gawlik    | postbode                             |
| Krzysztof Kumor     | gynaecoloog                          |
| Krystyna Bigelmajer | verpleegster                         |
| Karol Dillenius     | patiënt in Andrzej's ziekenhuiskamer |
| Jerzy Fedorowicz    | Janek, vriend of Andrzej             |